# Колібрі-герцог північний
Колі́брі-герцог північний (Eugenes fulgens) — вид серпокрильцеподібних птахів родини колібрієвих (Trochilidae). Мешкає в США, Мексиці і Центральній Америці. Раніше вважався конспецифічним з південним колібрі-герцогом.

## Опис

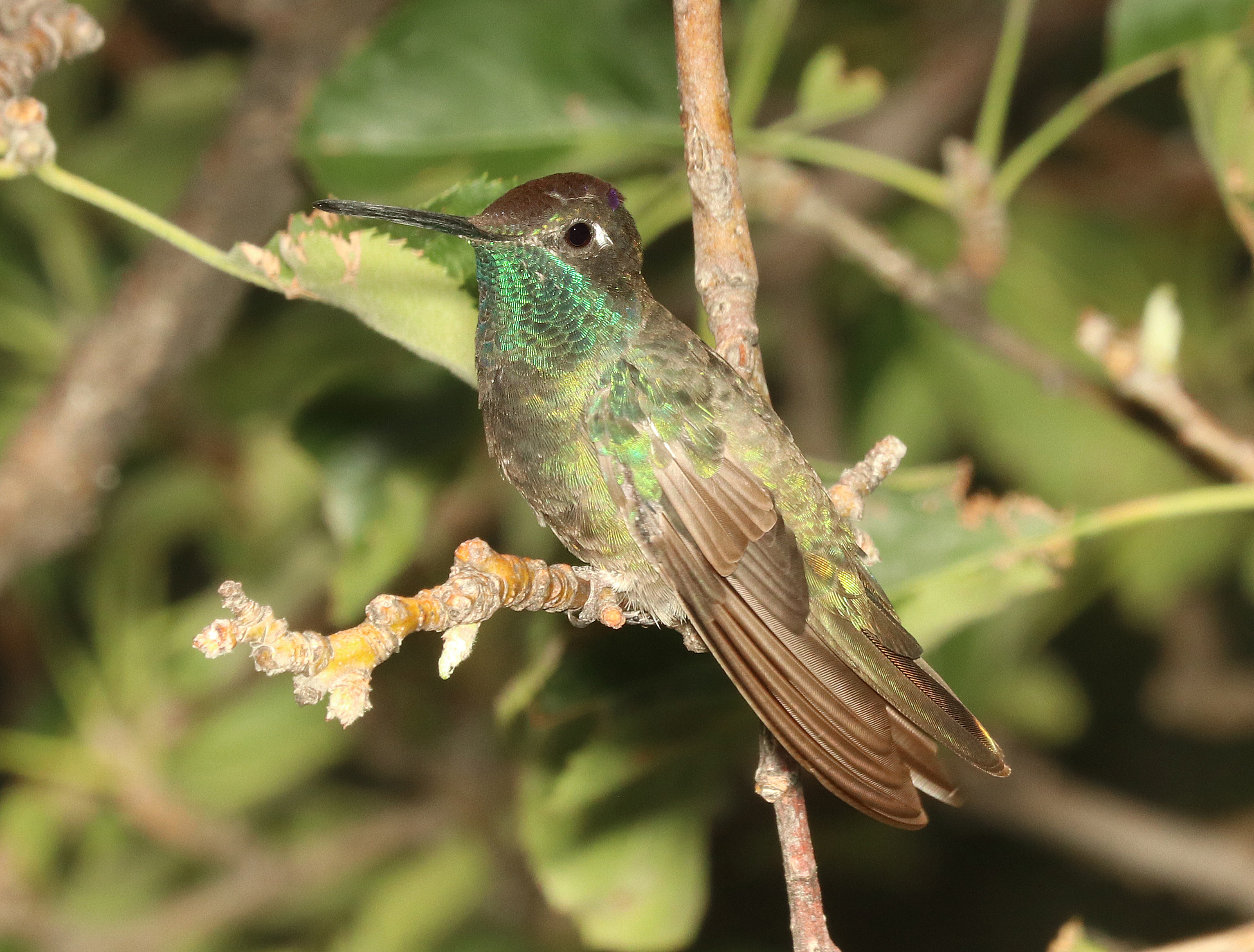
Самець північного колібрі-герцога

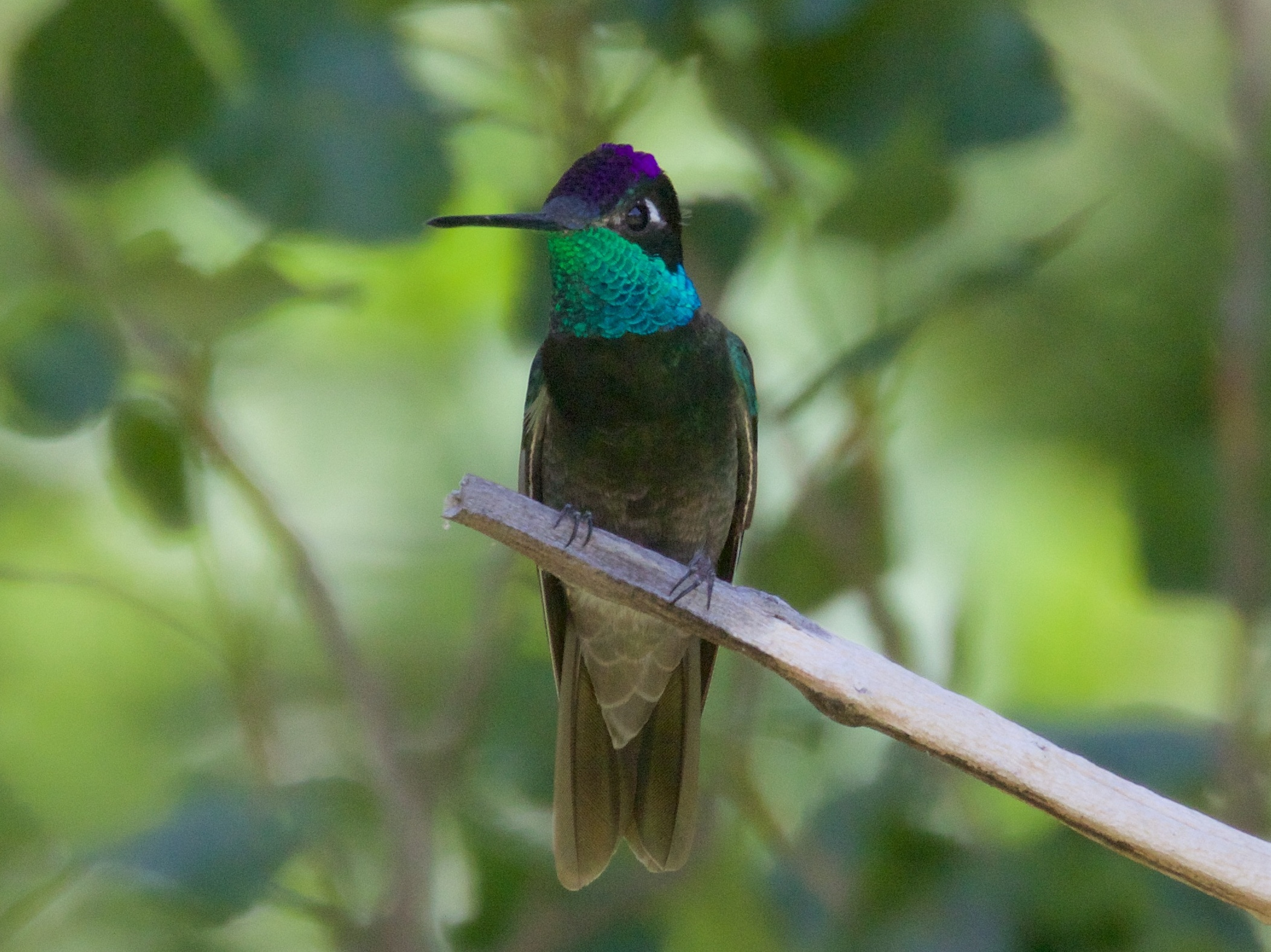
Самець північного колібрі-герцога

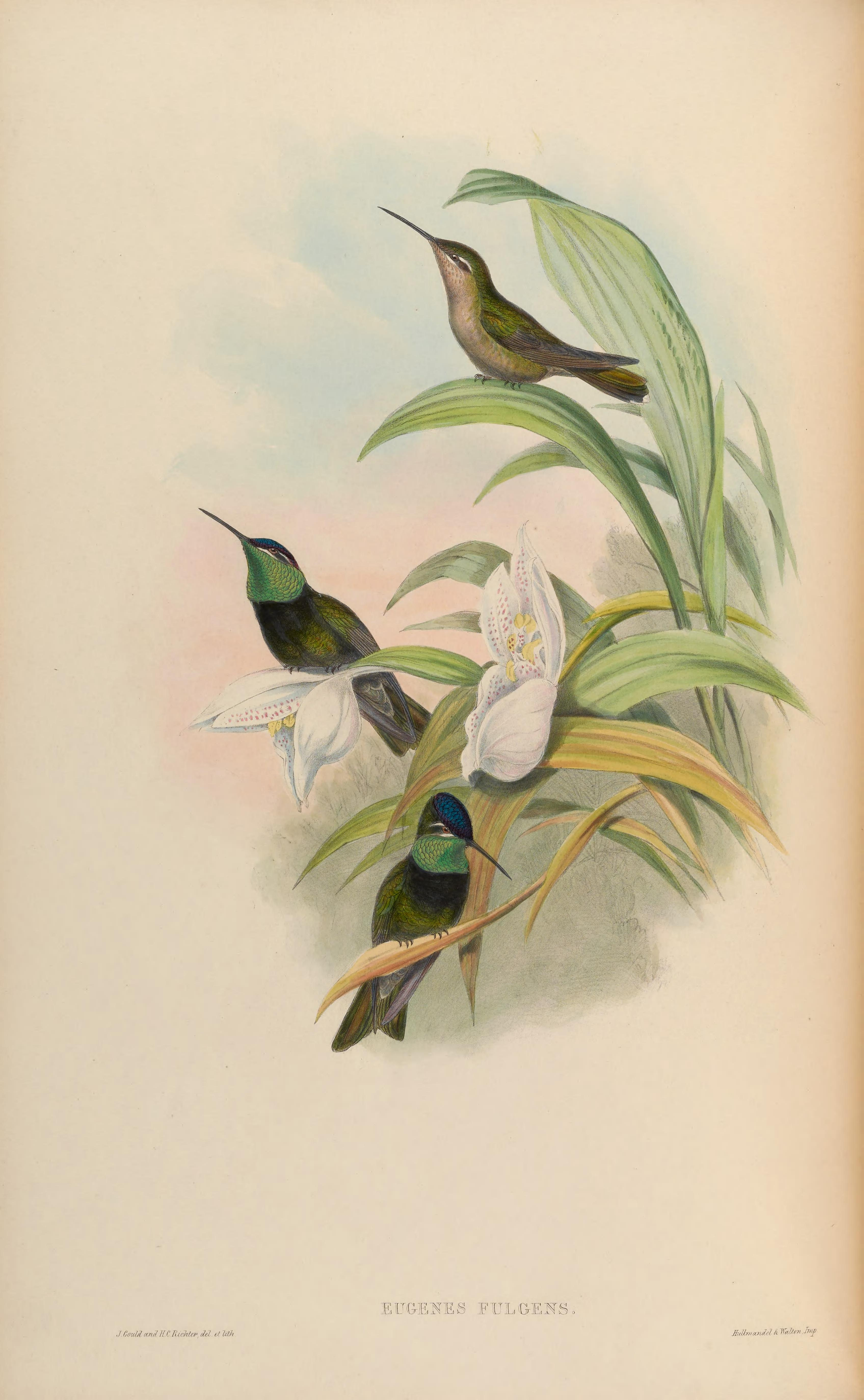
Північний колібрі-герцог

Довжина птаха становить 11-14 см, розмах крил 18 см, вага 6-10 г. Самці є дещо більшими за самців. У самців тім'я фіолетове, горло яскраво-синьо-зелене, решта голови чорнувата, за очима невеликі білі плямки. Потилиця і решта верхньої частини тіла зелені. Груди зеленувато-бронзові, живіт сіруватий, боки поцятковані зеленими плямами. Нижні покривні пера хвоста чорні з білими краями. Хвіст бронзово-зелений з темним кінчиком. Дзьоб чорний, прямий.
У самиць верхня частина тіла бронзово-зелена, нижня частина тіла тьмяно-сіра, поцяткована зеленими плямками, нижні покривні пера хвоста білі. Крайні стернові пера зелені з широкою чорною смугою на кінці і білими кінчиками. За очима білі смуги. Забарвлення молодих птахів є подібне до забарвлення самиць, однак більш темне.

## Поширення і екологія
Північні колібрі-герцоги гніздяться в горах і нагір'ях на південному заході Сполучених Штатів Америки, в Мексиці, північному Сальвадорі, Гондурасі і на півночі Нікарагуа. Популяції північно-західної Аризони, південного заходу Нью-Мексико, Чіуауа і Сонори взимку мігрують на південь. Бродячі птахи спостерігалися в горах Чісос в Техасі. Північні колібрі-герцоги живуть в сосново-дубових і дубових лісах, у вологих гірських тропічних лісах і на узліссях. Зустрічаються на висоті від 1500 до 3000 м над рівнем моря.
Північні колібрі-герцоги живляться нектаром квітучих рослин, зокрема фуксій і цеструмів, а також дрібними комахами, яких ловлять в польоті або збирають з рослинності. Вони шукають їжу в усіх ярусах лісу, іноді захищають кормові території
Сезон розмноження в США у північних колібрі-герцогів триває з травня по серпень, в Гватемалі у липні-серпні. Гніздо відкрите, чашоподібне, шириною 29-38 мм і глибиною 19-32 мм. Воно робиться з пуху і моху, скріплюється павутинням, покривається зовні лишайником, прикріплюється до горизонтальної гілки або розміщується в розвилці між гілками, часто на клені або платані, над водою, на висоті 6 м над землею. В кладці 2 білих яйця. Інкубаційний період триває 15-19 днів, пташенята покидають гніздо через 25 днів після вилуплення.